# جون كالدويل (رسام كارتون)
جون كالدويل (بالإنجليزية: John Caldwell)‏ هو رسام كارتون أمريكي، ولد في 23 مارس 1946، وتوفي في 21 فبراير 2016 بسبب سرطان البنكرياس.

## وصلات خارجية
- الموقع الرسمي